# Shifang

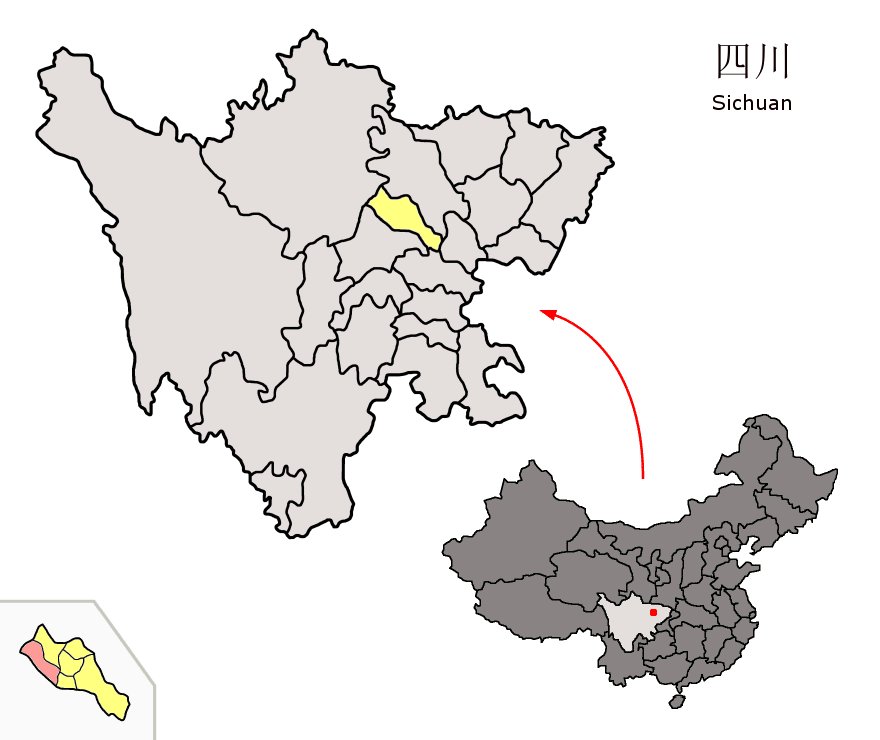
Lage von Shifang (pink) im Kreis Deyang (gelb).

Shifang (什邡市,  Shífāng Shì) ist eine kreisfreie Stadt in der chinesischen Provinz Sichuan. Sie gehört zum Verwaltungsgebiet der bezirksfreien Stadt Deyang. Shifang hat eine Fläche von 820,2 km² und zählt 406.775 Einwohner (Stand: Zensus 2020).

## Administrative Gliederung
Shifang setzt sich aus vierzehn Großgemeinden und zwei Straßenvierteln zusammen (Bevölkerungszahlen von 2010):
- Straßenviertel Fangting 方亭街道 85.689 Einwohner
- Straßenviertel Zaojiao 皂角街道 16.481 Einwohner
- Großgemeinde Yuanshi 元石镇 17.498 Einwohner
- Großgemeinde Huilan 回澜镇 21.952 Einwohner
- Großgemeinde Laoshui 洛水镇 34.224 Einwohner
- Großgemeinde Hefeng 禾丰镇 22.463 Einwohner
- Großgemeinde Shuangsheng 双盛镇 21.787 Einwohner
- Großgemeinde Mazu 马祖镇 23.092 Einwohner
- Großgemeinde Yinfeng 隐丰镇 22.221 Einwohner
- Großgemeinde Majiang 马井镇 25.010 Einwohner
- Großgemeinde Yinghua 蓥华镇 11.029 Einwohner
- Großgemeinde Nanquan 南泉镇 26.903 Einwohner
- Großgemeinde Jiandi 湔氐镇 30.215 Einwohner
- Großgemeinde Hongbai 红白镇 5.356 Einwohner
- Großgemeinde Bingchuan 冰川镇 8.618 Einwohner
- Großgemeinde Shigu 师古镇 40.220 Einwohner